# Lepidosperma flexuosum
Lepidosperma flexuosum är en halvgräsart som beskrevs av Robert Brown. Lepidosperma flexuosum ingår i släktet Lepidosperma och familjen halvgräs. Inga underarter finns listade i Catalogue of Life.